# Mitena

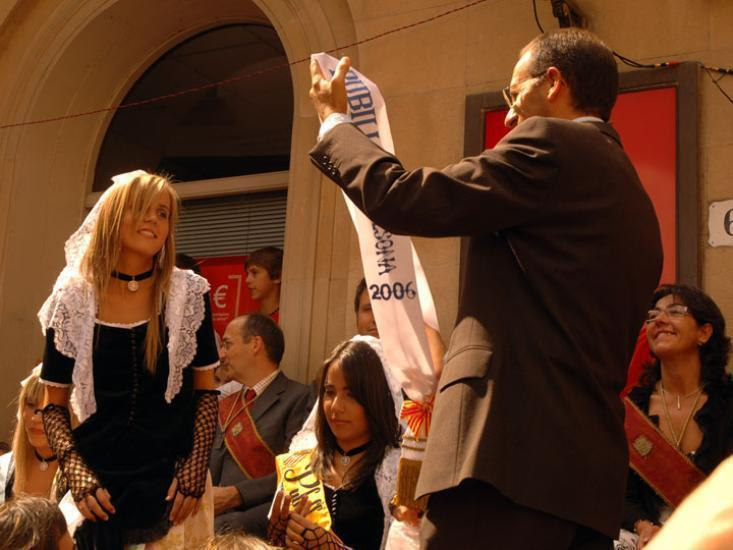
Pubilla amb mitenes

La mitena és una peça de roba tradicional femenina catalana que consisteix en una peça reixada, sovint negra, que cobreix el braç del colze a la mà fins a la meitat del polze i el començament dels altres dits. Podia estar adornada amb puntes o borles. Altres versions menys festives, les de diari, eren fetes de cotó i es posaven a sobre de la brusa o del vestit, per a fer la feina quotidiana, i que el vestit no es taqués ni desgastés tan fàcilment. La paraula prové del francès mitaine amb el mateix significat.
N'hi ha hagut versions posteriors, o a països veïns, a les quals les mitenes no arribaven fins al colze sinó una mica més enllà del canell. Actualment, se segueix anomenant mitenes els guants sense dits, curts (fins al canell) o llargs (fins al colze), en teixits de puntes, de cotó, de llana o de cuir, que s'utilitzen sobretot com a accessori decoratiu, tot i que també són pràctics per, per exemple, anar en bicicleta, en moto o per a fer escalada.